# بورده-هاکل
بورد-هاکل (به آلمانی: Börde-Hakel) یک شهر در آلمان است که در زالتسلاندکرایس واقع شده‌است. بورد-هاکل ۳٬۴۷۸ نفر جمعیت دارد.